# Steep
Steep — компьютерная игра в жанре спортивного симулятора (экстремальный спорт) в открытом мире, разработанная французской студией Ubisoft Annecy и изданная компанией Ubisoft. Игра была анонсирована 14 июня на выставке E3 2016 и выпущена 2 декабря 2016 года на Windows, PlayStation 4 и Xbox One.
Steep стала первой оригинальной самостоятельной игрой, которую разработала Ubisoft Annecy. Местом действия игры являются центральные Альпы, где игроку предлагается принять участие в нескольких дисциплинах зимних видов спорта экстремального характера. Игроку доступны катание на лыжах и сноуборде, парапланеризм и полеты в вингсьютах, а с более поздними обновлениями стали доступны локации гор на Аляске, в Японии и Корее, а в качестве дополнительных видов спорта были включены полет в вингсьюте с ракетным двигателем, катание на санях, бейсджампинг и спидглайдинг. Помимо этого, игрок мог принять участие во внутриигровых Всемирных экстремальных играх и Зимних Олимпийских играх 2018 года. Несмотря на наличие однопользовательской игры, Steep уделяет большое внимание мультиплееру, где игроки в онлайн-режиме соревнуются в различных спортивных состязаниях.
После выхода Steep получил в основном смешанные отзывы от критиков и игроков — основными её плюсами называли графику, большой открытый мир и разнообразие геймплея, однако в качестве недостатков отмечали факт, что для прохождения игры требуется онлайн.

## Игровой процесс
Steep — игра с многопользовательским уклоном, действия которой происходит в горах Альп, а центром всех действий является её самая высокая вершина Монблан, которую игроки могут свободно исследовать. В более поздних обновлениях в Steep добавлены Аляскинский хребет, центром которого является самая высокая гора в Северной Америке Денали, японские и корейские хребты. В частности, в игре присутствуют места проведения внутриигровых Зимних Олимпийских игр 2018 года в Пхёнчхане. В игре используется вид от первого и от третьего лица с элементами наблюдения и слежения за персонажами (съемками), подобными GoPro. Игроку предоставляют четыре вида деятельности: катание на лыжах, сноуборде, вингсьют и параплан — переключаться между ними можно прямо в самой игре.
Так как игра делает уклон в многопользовательский режим, все игроки живут в одном мире и могут взаимодействовать друг с другом, например, сталкиваться, если эту опцию не отключить в настройках. Чтобы мгновенно переместиться между локациями в игре предусмотрена система быстрого перемещения к старту трассы, без преодоления этого расстояния. Также существуют скрытые трассы, испытания и области, которые можно обнаружить, исследуя мир. Новые локации открываются с помощью бинокля, который игроки имеют при себе.
В Steep присутствует система трюков, которая позволяет игрокам выполнять особые манёвры на лыжах или сноуборде, получая при этом очки опыта. За отличное выступление в заезде игрок получает медаль, а при падении появляется возможность повторить попытку. Каждый маршрут игрока записывается, его можно просмотреть, перейдя в «горный режим». Игрок может записать прохождение маршрута на видео или сделать скриншот и выложить его в сеть, чтобы объявить вызов друзьям.
В Steep есть нелинейный сюжетный режим. В нём игрок исполняет роль персонажа, стремящегося стать легендой зимних экстремальных видов спорта. Чтобы получить звание «Абсолютная легенда», персонаж должен достичь легендарного статуса во всех шести дисциплинах. С поздними обновлениями игрок принимает участие во Всемирных экстремальных играх и мероприятии Winterfest. Во время Олимпиады в игре появилась дополнительная сюжетная кампания Road to the Olympics, где игрок выступает в роли новичка, который должен пройти серию соревнований для квалификации на Олимпийские игры 2018 года и стать первым спортсменом, завоевавшим золото во всех трёх дисциплинах — биг-эйр, слоупстайл и хафпайп.

## Разработка и выпуск
Игра была разработана Ubisoft Annecy, одной из трёх французских студий издателя, которая ранее работала над многопользовательскими режимами франшизы Assassin’s Creed, принимала участие в создании Tom Clancy’s Splinter Cell, а также помогала в разработке Tom Clancy's The Division. Игра была совместно разработана студиями Ubisoft в Киеве и Монпелье, а с последующими обновлениями помогал тогда новоиспечённый филиал в Бордо. Это первая самостоятельная игра студии. Разработка Steep началась в конце 2013 года, источником вдохновения для игры послужила близость студии к Альпам (родной город студии Анси был кандидатом для проведения Зимних Олимпийских игр 2018 года), а также обширный открытый мир и транспортные средства из Tom Clancy’s Ghost Recon Wildlands, которые в последнюю добавил разработчик Ubisoft Paris. Серия игр Trials также оставила свой след в разработке, значительно повлияв на дизайн игры. Первоначально Ubisoft не верила в концепцию игры, но позже дала зелёный свет проекту — в основном из-за огромной популярности видеороликов об экстремальных видах спорта на YouTube. Разработчики также вдохновлялись возобновившимся благодаря летсплеям на YouTube интересом к игре о скейтбординге Skate 3. По словам Игоря Манко, для Ubisoft командой разработчиков был представлен проект, поскольку они считали, что онлайн-структура игры и открытый мир являются новыми элементами, особенно для спортивного жанра.
Манко сказал, что команда вложила в разработку душу — проект получился очень «страстным, и более естественным», разработчики очень хотели, чтобы игра была доступна как новичкам, так и поклонникам данного вида спорта. Чтобы сделать игру более привлекательной для поклонников, были проведены консультации с экспертами и профессиональными спортсменами, которые дали полное представление о том, чем занимаются, и как это можно лучше воссоздать — студия консультировалась с такими спортсменами, как Луис Эйкинс, Кевин Роллан, Сэмми Любке и Орасио Льоренс. Во время съёмок промоматериала по игре случилась трагедия — горнолыжница Матильда Рапапорт погибла из-за неожиданного схода лавины в Андах. Она помогала разработчикам, постоянно консультируя их.
Игра была официально анонсирована на выставке E3 2016 в самом конце пресс-конференции Ubisoft 14 июня. На выставке Gamescom 2016 Ubisoft показала стартовые издания и бонусы за предзаказ игры, а также назвала дату выхода — 2 декабря 2016 года на платформах Windows, PlayStation 4 и Xbox One. В октябре 2016 года Ubisoft объявила о проведении двух бета-тестов игры, закрытом и открытом: закрытое тестирование прошло 10—14 ноября (для тех, кто заранее зарегистрировался), а открытое — 18—21 ноября 2016 года. В январе 2017 года на пресс-конференции, посвящённой выпуску Nintendo Switch, игра была анонсирована на консоль Nintendo. В октябре того же года Ubisoft заверила фанатов, что игра всё ещё планируется к выпуску на Switch, но в августе 2018 года было официально подтверждено об отмене портирования — по словам представителей Ubisoft, разработчики не смогут обеспечить этому проекту ту поддержку, которую хотелось бы.
В январе 2019 года игра стала временно бесплатной игрой месяца на PlayStation 4, доступной по подписке PlayStation Plus, а в мае — в Uplay. В январе следующего года симулятор был временно бесплатным в Epic Games Store. С мая 2021-го по май 2022-го Steep была в подписке Xbox Game Pass на консолях.

### Загружаемый контент
Перед выходом игры разработчики рассказали о «сезонном абонементе», который включает в себя дополнения «Адреналин», «Зимний праздник» и «Экстрим». Каждое из дополнений добавляет в игру несколько костюмов, технику для катания и новые режимы и испытания. Например, «Экстрим» включает бейсджампинг, вингсьюты с ракетными двигателями и спидглайдинг, а «Адреналин» — ночные трассы. В феврале 2017 года все игроки получили бесплатное обновление, добавляющее локацию Аляска. На выставке E3 2017 было анонсировано дополнение про Зимние Олимпийские игры 2018 — Steep: Road to the Olympics (с англ. — «Steep: Дорога на Олимпиаду»), которое вышло 5 декабря 2017 года. Данное дополнение добавило в игру горнолыжные склоны в Японии и Южной Корее. В декабре Ubisoft совместно с Международным олимпийским комитетом и компанией-партнёром Олимпиады Intel объявили о турнире «Steep: На Олимпиаду!», шестеро победителей которого могли получить пригласительный билет в Пхёнчхан на соревнования. В течение третьего года с момента выпуска можно было приобрести абонемент X Games Pass, за который игрок получал доступ к нескольким DLC — Rocket Wings, добавляющее больше событий с ракетными вингсьютами, DLC 90-х, сделанное в духе 90-х годов, а также DLC X Games, позволяя игроку принять участие во Всемирных экстремальных играх. Все три выпуска можно приобрести отдельно или в составе расширенной версии базовой игры. В 2022 году доступ к Road to the Olympics был закрыт в соответствии с правами третьих лиц.

## Отзывы критиков
| Сводный рейтинг       | Сводный рейтинг                        |
| Агрегатор             | Оценка                                 |
| --------------------- | -------------------------------------- |
| GameRankings          | (PS4) 69,82 % (XONE) 69,71 %           |
| Metacritic            | (PC) 72/100 (PS4) 71/100 (XONE) 72/100 |
| Иноязычные издания    |                                        |
| Издание               | Оценка                                 |
| Destructoid           | 6/10                                   |
| Edge                  | 7/10                                   |
| EGM                   | 6/10                                   |
| Game Informer         | 8,5/10                                 |
| GameRevolution        | [ 70 ]                                 |
| GameSpot              | 7/10                                   |
| GamesRadar+           | [ 72 ]                                 |
| GameStar              | 7/10                                   |
| Hardcore Gamer        | [ 74 ]                                 |
| IGN                   | 7,9/10                                 |
| OPM                   | 6/10                                   |
| PC Gamer (US)         | 6,5/10                                 |
| Polygon               | 8/10                                   |
| Push Square           | [ 79 ]                                 |
| USgamer               | [ 80 ]                                 |
| Русскоязычные издания |                                        |
| Издание               | Оценка                                 |
| 3DNews                | 7/10                                   |
| Gameplay              | [ 82 ]                                 |
| PlayGround.ru         | 7,8/10                                 |
| Riot Pixels           | 73 %                                   |
| StopGame.ru           | «Похвально»                            |
| «Игромания»           | 7/10                                   |
| «Игры Mail.ru»        | 7/10                                   |
| «Канобу»              | 8/10                                   |

| Сводный рейтинг | Сводный рейтинг |
| Агрегатор       | Оценка          |
| --------------- | --------------- |
| GameRankings    | 69,10 %         |

Ubisoft заранее не стала рассылать ключи журналистам, так как хотела, чтобы рецензенты оценили игру вместе с другими игроками, при этом отмечая, что в игре сделан упор на мультиплеерную составляющую. Первые рецензии игровых СМИ вышли сдержанными. Средний балл на агрегаторе рецензий Metacritic составил 72 на Windows и Xbox One и 71 на PlayStation 4. Рецензенты хвалили игру за уникальный дизайн, большой и открытый мир, однако в качестве недостатков выделяли необходимость постоянно быть в режиме онлайн для прохождения.
Бретт Македонски в своём обзоре на сайте Destructoid сильно раскритиковал игру, сказав, что простому игроку будет очень трудно понять концепцию игры, и что игрока направляют не линейно. Бретт подверг критике все элементы геймплея, начиная с треков, заканчивая физикой и выбором деятельности. В качестве плюсов он отмечал моменты, когда при прохождении трассы зашкаливает адреналин и чувство опасности. Кэт Бэйли из USgamer поставила игре тройку, написав «Steep предлагает много действительно хороших идей и достаточно сильных действий, но у неё множество мелких проблем с физикой, пользовательским интерфейсом и дизайном трассы. Конечный результат амбициозен и достаточно интересен, но в то же время не отполирован и разочаровывает. Надеюсь, серии дадут ещё один шанс, потому что я действительно хотела бы, чтобы некоторые из лучших идей Steep были полностью реализованы в сиквеле». Рэй Кастильо из EGM также поставил игре низкий балл, отметив «непростительное» требование постоянное подключения к Интернету, а также запутанную карту . Он пришел к выводу, что, хотя в основе игры было «много хороших идей», она «больше разочаровывала, чем забавляла». В качестве положительных сторон журналист отметил графику и дизайн карты, подмечая, что «каждый горный склон чувствуется», а также персонализацию игрового персонажа. Ти-Джей Хафер из IGN отмечала, что парапланеризм в игре был наименее интересным из всех четырёх видов деятельности, и что игрок просто обязан им заниматься, если захочет полностью завершить игру. Журналистка также отмечала невозможность увеличения характеристик своего персонажа, в отличие от большинства подобных симуляторов.
Мэттью Като из Game Informer оценил игру положительно, сказав, что изначально не мог понять, понравится ли игрокам симулятор, посвящённый строго экстремальным зимним видам спорта в открытом мире; вскоре он понял, что игра не просто нравится, она увлекает своим открытым миром, игровым процессом и атмосферой. Като отметил, что система трюков была нацелена на доступность и простоту, таким образом, не создавала ощущений, сравнимых с серией видеоигр Tony Hawk. Ти-Джей Хафер из IGN схожим образом оценила игру, описав мир Steep как «один из самых разнообразных и визуально интересных открытых миров» в видеоиграх. Она назвала физику игры «удовлетворительной» и отметила, что разработчикам удалось найти баланс между реалистичным и аркадным геймплеем. Большинство рецензентов сошлись во мнении, что у Ubisoft получилось привлечь внимание к зимним видам спорта, сделав игру с прекрасной графикой, красивым открытым миром, но и также сошлись, что после некоторого времени, становится скучно, все испытания однообразны.
Русскоговорящие рецензенты частично согласились с англоговорящими коллегами, отнеся к положительным качествам открытый мир, свободу действий и хорошую мультиплеерную составляющую. Критике подвергалась однотипность заданий, плохое музыкальное сопровождение, интерфейс и управление. Алексей Лихачёв из 3DNews отметил прекрасный дизайн уровней, который работает стабильно и без лишних швов и подгрузок, прекрасный звук, но подметил плохую физику, самомотивацию для игроков и ужасное управление для трюков. Степан Песков из StopGame.ru сказал: «Поездки и полёты увлекают не на шутку — от эффекта „ещё пару раз попробую, и хватит“, длящегося часами, никуда не деться». Подверг критике рецензент музыкальную составляющую, когда музыкальное сопровождение переключается после каждой попытки, а также отсутствие реального онлайна: «Заметно интереснее было бы соперничать с игроками, а не с лучшим временем прохождения». Схожее мнение в плане музыкального сопровождения высказала редакция Канобу, сославшись на то, что не хватает энергичной музыки, и дополнительно указала, что трюки слишком просты, ведь раньше игры строились исключительно на проработанных трюках, например SSX. Александра Милославская в своём обзоре для Игромании отметила приятную графику, «бесподобную» атмосферу катания, и желание возвращаться на склоны гор снова и снова. Раскритиковала она плохое управление, не очень удобное и непредсказуемое, слишком однообразные задания, а также не очень большое обилие трюков.

### Реакция на дополнительный контент
Дополнительные расширения были приняты также, как и основная игра. Дополнение Road to the Olympics имеет оценку в 70 баллов на Metacritic для PS4 и 77 баллов для Xbox One. DLC «Дорога к Олимпиаде» подверглась критике со стороны Като за то, что не содержала существенно ничего нового. Хотя ему нравились японские горные хребты, он очень критически относился к новому сюжетному режиму игры и корейским горам. Он отметил, что режим «без энтузиазма пытается создать собственную олимпийскую драму», не передавая тот самый олимпийский опыт. Крис Шайв из Hardcore Gamer был менее критичен к расширению, назвав новый сюжетный режим «целенаправленным повествованием, которого ждало так много геймеров», отметив при этом потрясающие визуальные эффекты игры, особенно в японских горах. Алексей Лихачёв для StopGame.ru присвоил дополнению оценку «Похвально», заявив, что внимание больше уделено не столько самой Олимпиаде, а сколько подготовке к ней. Ему очень понравились новые испытания и участие именитых спортсменов, но он раскритиковал кампанию, сказав что она слишком маленькая и простая.
DLC X Games, посвящённое Всемирным экстремальным играм, Микеле Соллаццо из Eurogamer назвал «окончательным». Он отмечал хороший контраст по сравнению с дополнением про Олимпиаду, поскольку именно в нём большое внимание сосредоточено на экстриме, однако критиковал длительность X Games и довольно сложные испытания. Стефан Струсма из XGM также подмечал тяжёлые соревнования в этом DLC, но придающие игре глубину. В качестве минусов критик отмечал отсутствие новых карт и сравнительно малый объём контента в сравнении с другими DLC.

### Продажи и награды
В феврале 2019 года Ubisoft заявили, что общее количество игроков в Steep составляло около 10 миллионов. Игра стала победителем на Gamescom Awards и Game Critics Awards в категории «Лучшая спортивная игра», а в следующем году в этой же номинации симулятор выиграл на D.I.C.E. Awards.
| Награда             | Год  | Номинация              | Результат | Источники |
| ------------------- | ---- | ---------------------- | --------- | --------- |
| Gamescom Awards     | 2016 | Лучшая спортивная игра | Победа    | [ 100 ]   |
| Game Critics Awards | 2016 | Лучшая спортивная игра | Победа    | [ 101 ]   |
| D.I.C.E. Awards     | 2017 | Спортивная игра года   | Победа    | [ 102 ]   |